# Partit Socialista Popular català
El Partit Socialista Popular català fou la secció catalana, creada el 1975, del Partido Socialista Popular. El primer president de la secció fou Jaume Mata i Romeu, i el secretari general Xavier Nart.
D'ideologia socialista i marxista, es presentà a les eleccions generals del 1977 a Barcelona i Girona amb la denominació Partit Socialista Popular-Unitat Socialista, obtenint 30.382 vots. El 1978 es va integrar al PSC-PSOE, i un sector minoritari al Partit Socialista de Catalunya - Congrés.